# بافل تسيتيانوف
الأمير بافيل ديميترييفيتش تسيتسيانوف والمعروف أيضًا باسم بافل ديميتريس تسيتسشفيلي، ولد في 19 سبتمبر 1754 وتوفي في 20 فبراير 1806. كان جنرالًا بارزًا في الجيش الإمبراطوري الروسي ومسؤولًا عن احتلال أجزاء كبيرة من أراضي القوقاز في بلاد فارس خلال الحرب الروسية الفارسية التي امتدت من 1804-1813. شغل منصب القائد العام لروسيا في القوقاز من 1802 إلى 1806.

## أسرته وحياته المهنية المبكرة
ولد تسيتسيانوف للعائلة الجورجية النبيلة تسيتشفيلي لوالديه ديميتري بافليس دوزي تسيتشيفيلي وإليزابيث باغريشن دافيتاشفيلي. انتقل جده باتا إلى روسيا في أوائل القرن الثامن عشر الميلادي مع مجموعة من المهاجرين الجورجيين المرافقين للملك الجورجي فاختانغ السادس والذي نُفي إلى روسيا. كان شقيقه الأصغر، ميخائيل ديميترييفيتش تسيتيانوف عضوًا في مجلس الشيوخ في الإمبراطورية الروسية.
بدأ تسيتسيانوف حياته المهنية في فوج بريوبراجينسكي في الحرس الإمبراطوري الروسي في عام 1772. وعين عقيدًا في فوج غرينادي في عام 1786، بدأ حياته المهنية المتميزة بهذه الصفة خلال الحرب الروسية التركية (1787–1792) تحت حكم كاترين الثانية. في الحرب المذكورة أعلاه، حارب في خوتن على نهر سالسيا وفي إسماعيل وبيندر.
سارعت الإمبراطورة في عام 1796 إلى معاقبة بلاد فارس بسبب غزوها لجورجيا، وأرسلت تسيتسيانوف كجزء من الحملة الفارسية لعام 1796 تحت قيادة الكونت فاليريان زوبوف. بعد النتائج المتخبطة للبعثة، ووفاة الإمبراطورة والاضطراب اللاحق المرتبط بعهد الإمبراطور بول الأول، تقاعد تسيتسيانوف مؤقتًا من الخدمة قبل أن يعود إلى العمل بعد تنصيب ألكسندر الأول.

## حكم تسيتسيانوف في جورجيا والحروب في القوقاز
عُين تسيتسيانوف في عام 1802 حاكمًا عامًا لجورجيا التي ضُمت حديثًا، وتميز حكمه بسياسات لا هوادة فيها تجاه السكان المحليين، بما في ذلك قيامه بنفي باقي أعضاء السلالة السابقة التي حكمت جورجيا إلى روسيا. نجح في تنفيذ مشاريع مهمة للغاية، مثل تطوير الطريق العسكري الجورجي، وقيادة الجيوش الروسية إلى النجاحات في المراحل المبكرة من الحرب الروسية الإيرانية التي حدثت بين 1804-1813. شاع استخدم أسماء «سيسيانوف» أو «زيزيانوف» باللغة الفارسية للإشارة إلى تسيتسيانوف، ومع ذلك، فإنه لُقب بـ «المفتش» أو «اسبوخدور» باللغة الأذرية التركية. أشار إليه معظم الإيرانيين بهذا اللقب. تحدث الأستاذ ستيفاني كرونين عنه قائلًا: قاد تسيتسيانوف جولة جديدة من العدوان العسكري الوحشي، والتي أدت إلى الحرب الروسية الفارسية من 1804-1813. امتلك مشاعر سلبية قوية تجاه المسلمين بشكل عام «والفرس» بشكل خاص، واحتقر كل ما يتعلق بإيران. مثّل مثالًا رئيسيًا على التكتيكات المتبعة في غزو غانجا في أوائل عام 1804. مثلما أضاف كرونين، لم يكن غزو تسيتيانوف لغانجا، والذي حول المدينة إلى حطام وأدى إلى مقتل حاكمها جواد خان وابنه والعديد من المدافعين عن المدينة والسكان المدنيين، أقل وحشية ودموية من آغا محمد في غزوه تيفليس عام 1795.
على الرغم من أن الكثيرين استاؤوا من سياساته، إلا أن حكم تسيتسيانوف كان قد جلب بعض الاستقرار الذي كان الجورجيون في أمس الحاجة إليه، خاصة فيما يتعلق بالحفاظ على عمليات التوغل المتفشية في السابق والتشويش من قبل المتسلقين في ليزيجيا. عندما قُتل أحد جنرالاته في معركة مع الليزجيين، لم يكن غضبه يعرف الحدود وكتب خطابًا غاضبًا إلى سلطان إليسو يقول فيه: «السلطان المخزي بروح الفارسية -لذلك أنت لا تزال تجرؤ على الكتابة لي! روح كلب وفهم حمار، ولكنك تعتقد أنك سوف تخدعني بعباراتك المضللة- أعلم أنك تريد أن تصبح تابعًا مخلصًا لإمبراطوري، لكني سأبقى طويلًا فقط لأجل غسل حذائي بدمك»: بناءً على أوامر الإمبراطور ألكساندر الأول، قاد الجيوش الروسية لاحقًا إلى الحرب الروسية الفارسية الجديدة. تقدم في صيف عام 1804 في مواجهة القوات الفارسية في أرمينيا الفارسية، وحارب في غيومري وإيشمادين وعلى نهر زانغ، وأخيرًا في يريفان. أكسبته أفعاله وسام القديس فلاديمير من الدرجة الأولى.

## الموت والأساطير ذات الصلة
ركب صعودًا إلى جدران باكو في عام 1806 ببراعة مميزة من أجل المشاركة في حفل نقل المدينة إلى الحكم الروسي بعد حصار ناجح. وعندما كان الجنرال على وشك استلام مفاتيح المدينة، أطلقت القوات الموالية لخان باكو النار عليه بشكل غير متوقع مع زميله الجورجي إليزابار إريستوف، أصاب الرصاص رأس تسيتسيانوف وقُطعت كلتا يديه. نجا الشريك الثالث في المهمة وهرب من أجل رواية الحكاية البشعة. أُرسل رأسه إلى فاتح علي شاه قاجار في طهران.
تجدر الإشارة فيما يتعلق بهذه الحلقة إلى أن ميرزا محمد أخباري، وهو مدرس في مدرسة الفقه الإسلامي في طهران، وعد علي شاه قاجار في عام 1806 بترتيب وفاة تسيتسيانوف بوسائل خارقة للطبيعة. قضى أربعين يومًا في ضريح الشاه عبد العظيم، وبدأ في عمل بعض الممارسات السحرية، مثل قطع رؤوس من الشمع والتي كانت تجسد تسيتسيانوف. بعد اغتيال الجنرال، وصل رأسه المقطوع (أو يده حسب بعض الروايات) إلى طهران قبل نهاية الأربعين يومًا. وبسبب خشية علي شاه بأن تنقلب قوى ميرزا الخارقة للطبيعة عليه، نفاه إلى العراق.